# 下島一成
下島 一成（シモジマ イッセイ　1988年4月28日 - ）日本のアクション俳優、俳優。出身地は静岡県。
ジャパンアクションエンタープライズ養成所（43期)卒業後、事務所には所属しておらずフリーで活動している。